# 鉄道産業労働組合
鉄道産業労働組合（てつどうさんぎょうろうどうくみあい、略称：鉄産労（てつさんろう））は、国鉄・JR東日本（仙台地域）の労働組合である。国鉄分割民営化の混乱の中で生まれた組合で、勢力は他の組合と比較して弱い。かつてあった日本鉄道産業労働組合総連合（鉄産総連・現JR連合）傘下の○○鉄産労とは別の組合である。全国労働組合連絡協議会（全労協）に加盟している。

## 概要
- 本部：宮城県仙台市若林区
- 組合員数：JR東日本の2021年（令和3年）3月期有価証券報告書によれば4名

1984年（昭和59年）に、国鉄分割民営化をめぐって国鉄動力車労働組合（動労）の労使協調路線に反発する組合員が同仙台地本を脱退して全東北鉄道産業労働組合を結成した。後に現名称・鉄道産業労働組合に改称する。鉄産労は民営化に一貫して反対した国労、全動労、動労千葉とともに、組合弾圧のターゲットとされた。1987年（昭和62年）3月10日、13名の組合員（運転士）が仙台駅営業係などの兼務を命じられ、国鉄民営化後に本務を解かれるという配置転換・不当労働行為が行われたが、最高裁で組合員側が勝訴、不採用者は出ていない。
主流のJR各労組が労使協調路線を続ける現在も、JR東日本とは労働協約が結ばれておらず、戦闘的な組合である。しかし、仙台地域のみの組合であること、何より規模が小さいことから、影響力は非常に小さい。
略称が同じ○○鉄産労の名を持つ諸組合は、国労から旧主流派が離脱してJR各社に作った組合である鉄産総連の傘下にある組合である。のちに鉄産総連はJR総連を脱退した旧鉄労系組合と統一してJR連合となり、各社の鉄産労はJR連合傘下の旧鉄労系単産と合併して名前を変えているが、貨物鉄産労は現在も残っている（JR連合傘下）。これらは本項の「鉄産労」とは異なるものである。